# Johann Caspar Ferdinand Fischer
Johann Caspar Ferdinand Fischer (Alemania, c. 1656 - Rastatt, Alemania, 27 de marzo de 1746), compositor y teclista alemán del Barroco. Conocido por ser el máximo representante de lullianismo en Alemania y por haber influenciado con sus obras al compositor Johann Sebastian Bach.
Se sabe muy poco de la vida de Johann Caspar Ferdinand Fischer. Aun siendo una figura prominente en el desarrollo musical del periodo barroco, de la composición y de la fuga (tanto que, como compositor, era tenido en alta estima por Johann Sebastian Bach).
Olvidado por la pluma de biógrafos, y rara vez interpretado, ha logrado mantener su nombre en la historia de la música como uno de los más importantes compositores de teclado de la Alemania barroca y gracias a la influencia que tuvo sobre el compositor de Eisenach.

## Biografía
Johann Caspar Ferdinand Fischer nació alrededor de 1656 en Alemania. La primera noticia concreta de su vida aparece alrededor de 1692, cuando fue nombrado maestro de capilla (Kapellmeister) del margrave Luis de Baden en Schlakenwerth. Cabe mencionar que dicho puesto era el mejor que un músico podía alcanzar durante el Barroco.
En 1695 Fischer publicó su primera obra Le Journal du Printemps consistant en airs et balets a 5 parties et les trompettes a plaisir en Augsburgo. Al año siguiente publicó Les Pieces de Clavessin en Schlakenwerth y en 1702 el Ariadne Musica neo-organoedum en ese mismo lugar. 
Primero desarrolla su labor en Schlakenwerth en Bohemia y posteriormente, en 1720, se traslada a Rastatt, donde se presume que permaneció hasta su muerte acaecida el 27 de marzo de 1746.
Además de las obras para teclado y orquesta, Fischer escribió asimismo algunas óperas de estilo veneciano, de las que no se conserva ninguna.

## Obras
| Año  | Opus   | Título                                                                   |
| ---- | ------ | ------------------------------------------------------------------------ |
| 1695 | Opus 1 | Le Journal du Printemps…                                                 |
| 1696 | Opus 2 | Les Pièces du Clavecin” también llamadas “Musicalisches Blumen-Büschlein |
| 1701 | Opus 3 | Vesperae, seu Psalmi pro toto anno                                       |
| 1702 | Opus 4 | Ariadne Musica]] neo-organoedum…                                         |
| 1711 | Opus 5 | Litaniae Lauretanae                                                      |
| 1732 |        | Blumenstrauss                                                            |
| 1738 |        | Musicalischer Parnassus                                                  |
|      |        | Singspiel Vergnügte Ehe-Liebe…                                           |
Fuente: "FISCHER, Johann Caspar Ferdinand. Honegger, Marc (Ed.), Dictionnaire de la musique (p. 345, vol. 1). (1970). Francia: Bordas.)